# Prisioneros desaparecidos
Prisioneros desaparecidos o De försvunna è un film del 1979 diretto da Sergio M. Castilla.